# Пастерка
Пастерка је поноћна миса коју римокатолици славе током Божића између 24. и 25. децембра широм Пољске. Буквални превод имена би био „Пастирска миса“ (буквално: „оно што припада пастирима“ на пољском језику), и односи се на библијске пастире, које је посјетио анђео и рекао им вијест о Христовом рођењу. Током мисе Пастерке, Пољаци пјевају традиционалне коледи, божићне пјесме из римских календа) у духу радости.

## Обиљежавање Пастерке
Иако је миса Пастерка уско повезана са одређеним временом у хришћанској литургији, није стварни час ноћи оно што предсказује њено значење. Према пољској одредби Евхаристије, Пастерка је дефинисана само врстом молитве и библијским текстовима који се користе током божићних прослава. Може се одржати више пута током 24. децембра, на више локација од стране пароха; у цркви и у оближњој капели. Често се славе и двије (или чак три) пастерке једна за другом – раније за породице са дјецом, па у 21. час, а у 22. часа за младе и завршна служба у поноћ  за одрасле.</ref> for the adults.
Учешће у прославама Рођења Христовог је обавезно за све активне католике. Они имају могућност да присуствују било којој од вечерњих миса или чак у више њих. Свештеници их могу све називати Пастерком, иако их епископат формално назива мисама Вигилије, за разлику од велике мисе у поноћ. Тачан час рођења Христовог није записан у канонским јеванђељима, што омогућава да се тим поводом изабере идеално време за обредну молитву. На Бадње вече (24. децембра) и на Божић, мисе се могу служити из три различита литургијска текста, од којих сваки одговара одређеној тајни Евхаристије. У раним часовима вјерници могу да присуствују миси дочашћа, што их не оправдава да касније учествују у миси Рођења Христовог.
Нема миса у касним поподневним часовима 24. децембра, када се одржава Вигилија, традиционална вечера у породичним кућама. Прва вечерња миса на Бадње вече (после Вигилије) служи се око 16 часова или касније прије 20. часа, након чега слиједи миса у 22. часа, па мису и једночасовну велику поноћну мису која почиње у поноћ. Музика за поноћну мису почиње чим се отворе врата цркве у 23. часа. Благослов јаслица се може обавити прије, или послије бесједа, када свештеници отворе шопске јаслице постављене уз главни олтар. Традиционално, служба се завршава Апостолским благословом. Мисе сљедећег дана су замјенљиве према Светом писму, што омогућава флексибилност у избору вјерских служби парохијана. Божић почиње јутарњом мисом коју слиједе дневне.
Пастерка је католичка миса специфична за прославе Христовог рођења у Пољској. Учешће у Пастерки је синоним за Божић. Многи активни католици том приликом посјећују Цркву два пута и на то их подстиче свјештеник.